# Ricky Brabec
Ricky Brabec est un pilote américain de rallye-raid et de motocross, né le 21 avril 1991 à Hesperia (Californie). Il est le premier Américain à remporter le Rallye Dakar en 2020 puis une seconde fois en 2024.

## Biographie
Le 17 janvier 2020, il remporte le Rallye Dakar en catégorie Moto et devient le premier Américain à remporter l'épreuve. Il termine second du Dakar l'année suivante.

## Palmarès

### Résultats au Rallye Dakar
| Année | Categorie | Marque              | Position         | Victoires d'etapes |
| ----- | --------- | ------------------- | ---------------- | ------------------ |
| 2016  | Moto      | Honda CRF 450 Rally | 9e               | -                  |
| 2017  | Moto      | Honda CRF 450 Rally | Abd. (10e étape) | 1                  |
| 2018  | Moto      | Honda CRF 450 Rally | Abd. (13e étape) | -                  |
| 2019  | Moto      | Honda CRF 450 Rally | Abd. (8e étape)  | 1                  |
| 2020  | Moto      | Honda CRF 450 Rally | Vainqueur        | 2                  |
| 2021  | Moto      | Honda CRF 450 Rally | 2e               | 4                  |
| 2022  | Moto      | Honda CRF 450 Rally | 7e               | -                  |
| 2023  | Moto      | Honda CRF 450 Rally | Abd. (3e étape)  | 1                  |
| 2024  | Moto      | Honda CRF 450 Rally | Vainqueur        | 1                  |
| 2025  | Moto      | Honda CRF 450 Rally | 5e               | 1                  |

### Championnat du monde de rallye tout-terrain
- 2024 : Vainqueur du Desafío Ruta 40

### Autres courses
- 2014
  - Baja 1000 2014 : 1er
  - Baja 500 (en) 2014 : 1er
  - San Felipe 250 (en) 2014 : 1er
- 2015
  - Abu Dhabi Desert Challenge 2015: 5e
- 2016
  - Atacama rally 2016: 7e
  - Rallye Merzouga 2016 : 6e
- 2017
  - Rallye du Maroc 2017: 3e
- 2018
  - Abu Dhabi Desert Challenge 2018: 6e
  - Atacama rally 2018: 9e
  - Desafio Ruta 40 2018 : 5e
  - Rallye du Maroc 2018: 3e
- 2019
  - Mint 400 2019 : 1er